# Jean-Pierre Souche
Pour les articles homonymes, voir Souche (homonymie).
Jean-Pierre Souche, né le 2 septembre 1927 à Paris et mort le 10 janvier 2020 à Guérande, est un rameur d'aviron français.
Il est demi-finaliste en quatre barré aux Jeux olympiques d'été de 1948 et quatrième de la finale olympique de 1952 de deux sans barreur avec René Guissart.
Il est aussi médaillé de bronze de quatre sans barreur aux Championnats d'Europe d'aviron 1951.